# 行政指導
行政指導（ぎょうせいしどう）とは、日本の行政法学で用いられる概念であり、行政手続法は、行政機関（同法2条5号）がその任務又は所掌事務の範囲内において一定の行政目的を実現するため特定の者に一定の作為又は不作為を求める指導、勧告、助言その他の行為であって処分に該当しないものをいうと定義している（同条6号）。日本特有の概念であるため、英語表記は"Gyosei-Shido" と記される。

## 概要
行政指導の相手方は、これに従う法律上の義務を負うわけではないが、日本では、事業者がその事業に関する規制を所管する行政機関から行政指導を受けたような場合には、行政機関との関係が悪化すれば以後の事業活動に支障が生じ得ることを懸念して、行政指導を不当と考えてもこれに服従するという対応をとることが多かった。このことが、逆に行政機関と業界との間になれ合いや不透明な癒着を産んだともいわれ、外国企業や新規企業による市場参入を妨げる要因の一つに挙げられることもあった。
そこで、1993年において行政手続法は、32条から36条までに、行政指導の任意性、内容や責任者の明示、基準の明確化などの行政指導に関する基本的規整を示した。
行政指導の実効性確保手段として、行政指導に従わない場合や行政指導が為された場合に、それらの事実や氏名等が公表することによる社会的制裁が科せられることがある。
ちなみに、受けた行政指導に不服がある場合、行政処分とは異なり、行政不服審査法に基づく不服申立て（異議申立ておよび審査請求）や行政事件訴訟法に基づく抗告訴訟を行うことはできないのが原則とされている。行政指導はそもそも任意であるので、不服であれば従わなければよく、それで何らかの処分を受けた場合には、その処分に対する不服申立て等の手段をとることができるからである。医療法30条の7に基づく知事の勧告（＝行政指導）が、行政事件訴訟法に基づく抗告訴訟の対象となりうることを認めた判例がある（最判平17・7・15民集59－6－1661，行政判例百選第5版Ⅱ‐167）が、これは行政指導について抗告訴訟を認めたというより、諸事情を勘案した結果、形式的には行政指導でも事実上「行政処分その他公権力の行使」（＝抗告訴訟の対象）に当たると判断した事例である。
他方、行政指導により何らかの損害を被った場合は、国家賠償法の第1条（公権力の行使についての賠償責任）の対象となり得る。
- 損害賠償 (最高裁判例 昭和60年07月16日)
行政指導が行われているとの理由だけで申請に対する処分を留保することは、国家賠償法1条1項所定の違法な行為となる。
- 教育施設負担金返還 (最高裁判例 平成5年02月18日)
指導要綱に従わない事業主が建築したマンションについて水道の給水等を拒否していたなどの事実関係の下においては、行政指導の限度を超え、違法な公権力の行使に当たる。

## 行政手続法
- 行政指導の一般原則（第32条）
  - 行政指導の限界（1項）
    - 任務、所掌事務の範囲を超えない。
    - 任意の協力

  - 不利益な取扱の禁止（2項）
- 申請に関連する行政指導（第33条)
- 許認可等の権限に関連する行政指導（第34条）
- 行政指導の方式（第35条）
  - 行政指導に携わる者は、その相手方に対して、当該行政指導の趣旨及び内容並びに責任者を明確に示さなければならない(明確化原則 1項）。
  - 求められた場合は、書面を交付しなければならない。（2項）
  - 書面の交付の義務のない場合（3項）
その場で完了する行為。
通知されている事項と同一の内容。
- 複数の者を対象とする行政指導（第36条)
複数の者に対し行政指導をしようとするときは、行政指導指針を定め、行政上特別の支障がない限り、これを公表しなければならない。
行政指導指針：命令等に含まれ、同一の行政目的を実現するため一定の条件に該当する複数の者に対し行政指導をしようとするときにこれらの行政指導に共通してその内容となるべき事項（第2条 8号)。

## 種類
- 助成的行政指導　－　私人に対する情報の提供と活動の助成を目的とする。

例： 保健指導、経営指導、農業指導
- 調整的行政指導　－　私人間の紛争の解決を目的とする。

例： 仲介、斡旋
- 規制的行政指導　－　私人の活動を規制することを目的とする。

例： 物価の抑制